# Сукрунгфаа
Сукрунгфаа або Сваргадео Рудра Сінгха (асам.: স্বৰ্গদেউ ৰূদ্ৰ সিংহ) — цар Ахому, за часів правління якого держава сягнула зеніту своєї могутності та слави. Сукрунгфаа створив у регіоні коаліцію правителів та зібрав потужну армію для боротьби проти імперії Великих Моголів.